# Nora Lindahl
Nora Lindahl, född 10 september 2004 i Luxemburg, är en svensk friidrottare (sprinter). Hon vann guld på 200 meter under Junioreuropamästerskapen i friidrott 2023 med tiden 23,26 s. Lindahl vann även silver på 200 meter under svenska mästerskapen både ute och inne 2023. Lindahl har en svensk mamma och finländsk pappa och har tävlat för båda nationerna under ungdomstiden.
Vid lag-SM den 17 augusti 2024 satte hon nytt personligt rekord på 100 meter med tiden 11,51.